# Auzances
Auzances (okzitanisch Ausança) ist eine französische Gemeinde mit 1153 Einwohnern (Stand 1. Januar 2022) in der Region Nouvelle-Aquitaine. Sie liegt im Département Creuse, im Arrondissement Guéret, und im Kanton Auzances.

## Geographie
Auzances liegt etwa 51 Kilometer ostsüdöstlich von Guéret im Zentralmassiv am Cher.

## Wappen
Blasonierung:Geteilt fünfmal von Gold und Rot mit aufgelegtem silbernen Adler.

## Bevölkerungsentwicklung
- 1962: 1524
- 1968: 1566
- 1975: 1665
- 1982: 1732
- 1990: 1536
- 1999: 1371
- 2006: 1376
- 2018: 1211

## Sehenswürdigkeiten
- Kirche Saint-Jacques-le-Majeur aus dem 13. bis 15. Jahrhundert
- Kapellen Saint-Anne (16. Jahrhundert) und Saint-Marguerite (17. Jahrhundert)
- Gemeindearchiv (Gebäude aus dem 14. Jahrhundert)

## Persönlichkeiten
- Henry Duméry (* 1920), Religionsphilosoph
- Jean Beaufret (1907–1982), Philosoph
- Auguste Léon Chambonnet (1888–1974), Politiker
- Gilbert Pérol (1926–1986), Botschafter
- Jean Taillandier (* 1938), Fußballspieler

## Gemeindepartnerschaften
- Roßtal in Bayern
- Sainte-Cécile-les-Vignes im Département Vaucluse

## Trivia
2011 war Auzances Etappenort der Tour de France.